# 上條隼
上條 隼（かみじょう じゅん、4月24日 - ）は、台湾のイラストレーター、同人作家。血液型はA型。香港出身。現在、台湾在住。

## 人物概要
- 主にボーイズラブについて同人誌作品で活躍する。ペンネームの由来は、上條隼が好きな日本の漫画家から[1]。

主な使用画具
- 水彩絵の具
- Adobe Photoshop
- SAI

## 作品リスト

### 同人誌
- secret
  - リボーン (家庭教師ヒットマンREBORN!)
- La vie en Rose
  - ヘタリア
- Mon frere
  - ヘタリア/フランシス×アーサー
- シャーロック・ホームズ
  - シャーロック・ホームズ